# Boleslav V av Polen
Boleslav V Wstydliwy ("den kyske"), född 21 juni 1226 i Stary Korczyn, död 7 december 1279 i Kraków, var en polsk storhertig, son till Leszek den vite. 
Boleslav var vid faderns död endast två år, varför Henrik den skäggige regerade under hans omyndighet. År 1242 övertog Boleslav själv regeringen, men måste flera gånger fly ur landet för de härjande mongolerna. Slutligen lyckades han dock 1266 tillfoga dem ett kännbart nederlag och kunde sedan kvarstanna. 
Inre strider upprev landet, och furstemakten försvagades betydligt genom adeln och prästerskapet samt genom mongolernas anfall. Därunder lösslet sig också Schlesien från Polen. Boleslav dog utan arvingar.